# Маріон (округ Вошара, Вісконсин)
Маріон (англ. Marion) — місто (англ. town) в США, в окрузі Вошара штату Вісконсин. Населення — 2020 осіб (2020).

## Демографія
Згідно з переписом 2010 року, у місті мешкало 2038 осіб у 909 домогосподарствах у складі 636 родин. Було 1707 помешкань
Расовий склад населення:
| - 97,3 % — білих - 0,6 % — азіатів - 0,4 % — корінних американців |

До двох чи більше рас належало 0,7 %. Частка іспаномовних становила 2,0 % від усіх жителів.
За віковим діапазоном населення розподілялося таким чином: 16,2 % — особи молодші 18 років, 55,9 % — особи у віці 18—64 років, 27,9 % — особи у віці 65 років та старші. Медіана віку мешканця становила 52,6 року. На 100 осіб жіночої статі у місті припадало 103,0 чоловіків;  на 100 жінок у віці від 18 років та старших — 103,6 чоловіків також старших 18 років.
Середній дохід на одне домашнє господарство  становив 69 000 доларів США (медіана — 54 276), а середній дохід на одну сім'ю — 78 938 доларів (медіана — 64 750). Медіана доходів становила 46 406 доларів для чоловіків та 35 987 доларів для жінок. За межею бідності перебувало 6,5 % осіб, у тому числі 7,2 % дітей у віці до 18 років та 5,6 % осіб у віці 65 років та старших.
Цивільне працевлаштоване населення становило 891 особа. Основні галузі зайнятості: виробництво — 20,1 %, освіта, охорона здоров'я та соціальна допомога — 20,1 %, будівництво — 12,3 %, роздрібна торгівля — 9,3 %.